# Ropień podokostnowy
Ropień podokostnowy (łac. abscessus subperiostalis, ang. subperiosteal abscess) – proces zapalny toczący się w tkankach okołowierzchołkowych zęba. Jest to kolejna po ropniu okołowierzchołkowym faza ostrego ropnego zapalenia tkanek okołowierzchołkowych. Ropień podokostnowy powstaje, gdy wysięk ropny toruje sobie drogę przez tkankę kostną szczęki lub żuchwy, doprowadzając do bolesnego odwarstwienia okostnej.

## Objawy
Spośród wszystkich stadiów zapalenia tkanek okołowierzchołkowych ropień podokostnowy daje najsilniejsze objawy bólowe. Schorzeniu towarzyszy bardzo silny ból okolicy zęba przyczynowego, promieniujący na zęby sąsiednie (pacjent może mieć kłopot ze wskazaniem chorego zęba), czasem bolesność dotyczy połowy lub całej twarzy, a nawet głowy. Ból opisywany jest jako pulsujący, ciągły i promieniujący, może nasilać się w nocy. Często odczucia bólowe łagodzone są przez zimno, nasilają się zaś przy jedzeniu gorących potraw. Pojawiają się objawy ogólnoustrojowe: gorączka, dreszcze, osłabienie. Badania laboratoryjne krwi mogą wskazywać podwyższony odczyn Biernackiego oraz zwiększone stężenie białka CRP.

## Diagnostyka
Opiera się na wywiadzie lekarskim i badaniu wewnątrzustnym. W badaniu przedmiotowym obserwować można dodatnie objawy Owińskiego oraz – w przypadkach, w których zewnętrzna blaszka wyrostka zębodołowego uległa zniszczeniu – Smrekera (drżenia korzenia). W rzucie korzenia zęba przyczynowego występuje zwykle twarde wygórowanie oraz nieznaczny obrzęk tkanek miękkich twarzy.
Ząb przyczynowy jest zwykle rozchwiany, czasem także wysadzony z zębodołu. Okoliczne węzły chłonne mogą być powiększone i tkliwe.

## Leczenie
Trepanacja komory zęba zazwyczaj nie wystarcza do odbarczenia ropnia podokostnowego. Konieczne wówczas jest nacięcie, w znieczuleniu miejscowym, wygórowania na błonie śluzowej, co doprowadza do ewakuacji treści ropnej. W przypadku wystąpienia objawów ogólnych zaleca się antybiotyk w odpowiedniej dawce. W zwalczaniu bólu i gorączki stosuje się zwykle leki z grupy niesteroidowych leków przeciwzapalnych. W przypadku mechanicznych przeszkód w leczeniu kanałowym konieczne może być leczenie chirurgiczne – ekstrakcja zęba lub resekcja wierzchołka korzenia.

## Powikłania
Nieleczony ropień podokostnowy często przechodzi w ropień podśluzówkowy.
W przebiegu ropnia podokostnowego potencjalnie możliwe jest wystąpienie wszystkich powikłań zapalenia tkanek okołowierzchołkowych. 